# Weißer Matapfel (manzana)
Weißer Matapfel sinónimo: Cromelor es el nombre de una variedad cultivar de manzano (Malus domestica). 
Una variedad de manzana cultivada, que pertenece al grupo de manzanas alemanas antiguas de la herencia, de uso preferentemente en la elaboración de sidra. Las frutas tienen una pulpa firme, con una textura algo gruesa, de color blanco verdoso, con un sabor subácido y ligeramente dulce. La variedad se utiliza en la elaboración de sidra, así como manzana de mesa y cocina.

## Sinonimia
- "Cromelor",
- "Würz-Apfel",
- "Weißer Würzapfel",
- "Tiefbutzen",
- "Stielapfel",
- "Spätblühender Matapfel".

## Historia
'Weißer Matapfel' es una variedad de manzana alemana antigua de la herencia, de uso preferentemente en la elaboración de sidra, que se originó como una plántula casual alrededor de 1810 en el sur de Alemania, donde todavía se cultiva comercialmente esporádicamente en la actualidad.

## Características

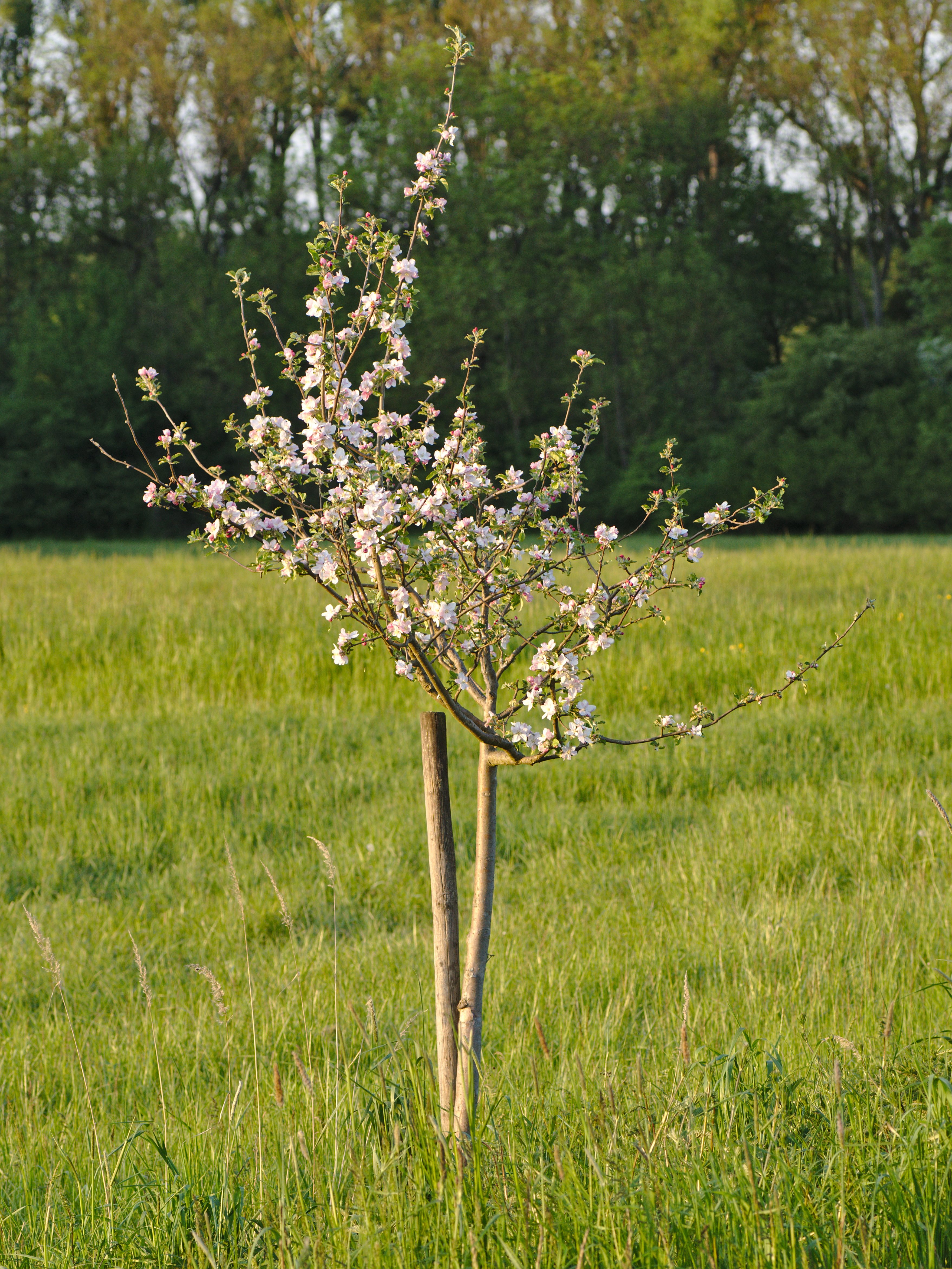
Árbol joven de 'Weißer Matapfel'.

'Weißer Matapfel' árbol con copa alta y bien ramificada sobre un tronco recto, muy robusta y climáticamente poco exigente.
. Tiene un tiempo de floración que comienza a partir del 9 de mayo con el 10% de floración, para el 14 de mayo tiene una floración completa (80%), y para el 23 de mayo tiene un 90% caída de pétalos.
'Weißer Matapfel' tiene una talla de fruto de mediano a grande; forma del fruto redondeado aplanado, con el contorno ligeramente irregular; con nervaduras medias a débiles, y con corona muy débil; epidermis cuya piel es suave, flexible y mate, con un color de fondo de verde amarillento, que muestra sobre color (10-20%) de lavado de rojo anaranjado en la cara expuesta al sol, distribuido en chapa y rayas rotas, que está ligeramente marcado con lenticela pequeñas, escasas y de color claro, marcado con parches prominentes de ruginoso-"russeting", ruginoso-"russeting" (pardeamiento áspero superficial que presentan algunas variedades) débil; cáliz con ojo de tamaño mediano a grande, y semiabierto, colocado en una cuenca amplia y poco profunda, con plisado más o menos pronunciado, y con algo de maraña de ruginoso-"russeting" en su pared; pedúnculo muy corto y de un calibre robusto, colocado en una cavidad estrecha y poco profunda, que presenta con ruginoso-"russeting" que sobresale al hombro en radios rotos; pulpa es de color blanco verdoso, con textura de grano medio, jugosas con su sabor a vino agridulce.
Las manzanas se consideran una variedad de invierno. Su tiempo de recogida de cosecha se inicia a finales de octubre. Se mantiene bien en frío con una duración de tres meses.

## Usos
Debido a su fuerte crecimiento con la copa ancha y esférica y las ramas colgantes, solía plantarse a lo largo de caminos y carreteras. También es una variedad típica de cultivo en huerta.
Originalmente utilizado para hacer sidra debido a su contenido de azúcar, importante para el prensado, es del 14% y la acidez es de 9 g por litro.
Ahora también se prefiere para compota de manzana y para comer fresco.

## Susceptibilidades
Resistentes a la sarna del manzano, al oídio y al cancro de los árboles frutales.